# Douglas Slocombe
Pour les articles homonymes, voir Slocombe.
Douglas Slocombe est un directeur de la photographie britannique, né le 10 février 1913 à Londres (Royaume-Uni) et mort le 22 février 2016 dans cette même ville.

## Biographie
Douglas Slocombe est né à Londres le 10 février 1913. Il a commencé sa carrière dans les années 1930, et réalise un reportage en 1939 de l'invasion de la Pologne par les troupes allemandes. 
Il commence à travailler pour le cinéma en 1942, où il acquiert rapidement une certaine renommée en tant que chef-opérateur. Après la guerre, il travaille aux  studios Ealing, ce qui lui permet d'être impliqué dans quelques films marquants du cinéma britannique de l'époque.  Ainsi, il est un des directeurs photo du film à sketches Au cœur de la nuit.  Il dirige aussi aussi la photographie de classiques de l'humour anglais comme Noblesse oblige de Robert Hamer, De l'or en barres de Charles Crichton ou L'Homme au complet blanc d'Alexander Mackendrick.
Vers la fin des années 1950, les studios Ealing cessent leur activité. Slocombe, de son côté, poursuit sa carrière en travaillant  sur divers films dont  The Servant de Joseph Losey,  Le Bal des vampires de Roman Polanski et une autre comédie britannique très connue, L'or se barre de Peter Collinson.
Il devient célèbre à partir des années 1970 pour son travail sur des films à succès, notamment Voyages avec ma tante de George Cukor, qui lui vaut une première nomination aux Oscars en 1973.  Viennent ensuite Gatsby le Magnifique, en 1974, Rollerball l'année suivante, et Julia en 1977.  Ce dernier film permettra à Slocombe d'être une deuxième fois en lice aux Oscars. La consécration vient lors de son travail sur la trilogie Indiana Jones, de Steven Spielberg, où il dirige la mise en lumière. 
Au cours des années 1980, il commence à éprouver des problèmes de vision.  À l'âge de 75 ans, Slocombe participe à son dernier tournage, celui du troisième volet des aventures d'Indiana Jones, Indiana Jones et la Dernière Croisade.  Il est fait Officier de l'Ordre de l'Empire Britannique en 2008.
Il meurt le 22 février 2016, à l'âge de 103 ans. Spielberg rappelle alors l'importance du travail de Douglas Slocombe sur la trilogie, et déclare avoir « essayé de retrouver l'œil et la patte de son directeur photo pour son quatrième Indiana Jones ».

## Filmographie
- 1940 : The Big Blockade de Charles Frend
- 1940 : Lights Out in Europe
- 1942 : Greek Testament
- 1945 : Painted Boats
- 1945 : Au cœur de la nuit (Dead of Night) d'Alberto Cavalcanti, Charles Crichton, Basil Dearden et Robert Hamer
- 1946 : The Captive Heart de Basil Dearden
- 1947 : À cor et à cri (Hue and Cry) de Charles Crichton
- 1947 : Les Amours de Joanna Godden (The Loves of Joanna Godden), de Charles Frend
- 1947 : Il pleut toujours le dimanche (It Always Rains on Sunday) de Robert Hamer
- 1948 : Saraband for Dead Lovers de Basil Dearden
- 1948 : Un autre rivage (Another Shore) de Charles Crichton
- 1949 : Noblesse oblige (Kind Hearts and Coronets), de Robert Hamer
- 1949 : De la coupe aux lèvres (A Run for Your Money) de Charles Frend
- 1950 : Le Démon de la danse (Dance Hall) de Charles Crichton
- 1950 : La Cage d'or (Cage of Gold) de Basil Dearden
- 1951 : De l'or en barres (The Lavender Hill Mob) de Charles Crichton
- 1951 : L'Homme au complet blanc (The Man in the White Suit) d'Alexander Mackendrick
- 1952 : His Excellency de Robert Hamer
- 1952 : La Merveilleuse Histoire de Mandy (Mandy) d'Alexander Mackendrick
- 1953 : Tortillard pour Titfield (The Titfield Thunderbolt) de Charles Crichton
- 1954 : La Loterie du bonheur (The Love Lottery) de Charles Crichton
- 1954 : Lease of Life de Charles Frend
- 1955 : Louis II de Bavière (Ludwig II.) d'Helmut Käutner
- 1955 : Touch and Go de Michael Truman
- 1956 : La Polka des marins de Hal Walker
- 1957 : The Man in the Sky de Charles Crichton
- 1957 : Sous le plus petit chapiteau du monde (The Smallest Show on Earth) de Basil Dearden
- 1957 : Il était un petit navire (Barnacle Bill) de Charles Frend
- 1957 : Davy de Michael Relph
- 1958 : Tread Softly Stranger de Gordon Parry
- 1960 : Le Cirque des horreurs (Circus of Horrors) de Sidney Hayers
- 1960 : The Boy Who Stole a Million de Charles Crichton
- 1961 : Les Jeunes (The Young Ones) de Sidney J. Furie
- 1961 : Hurler de peur (Taste of Fear) de Seth Holt
- 1962 : La Chambre indiscrète (The L-Shaped Room) de Bryan Forbes
- 1962 : Freud, passions secrètes (Freud) de John Huston
- 1963 : The Servant de Joseph Losey
- 1964 : Le Secret du docteur Whitset (The Third Secret) de Charles Crichton
- 1964 : Les Canons de Batasi (Guns at Batasi) de John Guillermin
- 1965 : Cyclone à la Jamaïque d'Alexander Mackendrick
- 1965 : Promise Her Anything d'Arthur Hiller
- 1966 : Le Crépuscule des aigles (The Blue Max) de John Guillermin
- 1967 : Le Bal des vampires (The Fearless Vampire Killers) de Roman Polanski
- 1967 : Trois milliards d'un coup (Robbery) de Peter Yates
- 1967 : Une fille nommée Fathom (Fathom) de Leslie H. Martinson
- 1968 : Boom de Joseph Losey
- 1968 : Le Lion en hiver (The Lion in Winter) d'Anthony Harvey
- 1969 : L'or se barre (The Italian Job) de Peter Collinson
- 1970 : The Buttercup Chain de Robert Ellis Miller
- 1971 : La Symphonie pathétique de Ken Russell
- 1971 : La Guerre de Murphy (Murphy's War) de Peter Yates
- 1972 : Voyages avec ma tante (Travels with My Aunt) de George Cukor
- 1973 : The Return de Daryl Duke et Leslie H. Martinson
- 1973 : Jesus Christ Superstar de Norman Jewison
- 1974 : Les Bonnes de Christopher Miles
- 1974 : Gatsby le Magnifique (The Great Gatsby) de Jack Clayton
- 1974 : Marseille contrat (The Marseille Contract) de Robert Parrish
- 1975 : Hedda de Trevor Nunn
- 1975 : Il neige au printemps (Love Among the Ruins) (TV) de George Cukor
- 1975 : Rollerball de Norman Jewison
- 1975 : Le Veinard (That Lucky Touch) de Christopher Miles
- 1976 : The Bawdy Adventures of Tom Jones de Cliff Owen
- 1976 : The Sailor Who Fell from Grace with the Sea de Lewis John Carlino
- 1977 : Rencontres du troisième type (Close Encounters of the Third Kind) (pour les séquences en Inde) de Steven Spielberg
- 1977 : Julia de Fred Zinnemann
- 1977 : Drôles de manières (Nasty Habits) de Michael Lindsay-Hogg
- 1978 : Caravans de James Fargo
- 1979 : Une femme disparaît d'Anthony Page
- 1979 : Lost and Found de Melvin Frank
- 1980 : Nijinski d'Herbert Ross
- 1981 : Les Aventuriers de l'Arche Perdue (Raiders of the Lost Ark) de Steven Spielberg
- 1983 : The Pirates of Penzance de Wilford Leach
- 1983 : Jamais plus jamais (Never Say Never Again) d'Irvin Kershner
- 1984 : Indiana Jones et le Temple Maudit (Indiana Jones and the Temple of Doom) de Steven Spielberg
- 1985 : Ouragan sur l'eau plate (Water) de Dick Clement
- 1986 : Lady Jane de Trevor Nunn
- 1989 : Indiana Jones et la Dernière Croisade (Indiana Jones and the Last Crusade) de Steven Spielberg.

## Distinctions

### Récompenses
- 1976 : Golden Scroll de la meilleure photographie pour Rollerball

### Nominations
- 1973 : nomination à l'Oscar de la meilleure photographie pour Voyages avec ma tante
- 1978 : nomination à l'Oscar de la meilleure photographie pour Julia
- 1982 : nomination à l'Oscar de la meilleure photographie pour Les Aventuriers de l'arche perdue

## Anecdotes
- Il fut membre du jury au Festival de Cannes en 1981.